# Christian Klasmeier
Christian Klasmeier (* 28. Februar 1894 in Bad Meinberg; † 1. Juni 1974 in Detmold) war Leiter verschiedener Gewerbeaufsichtsämter.

## Leben
Nach dem Schulbesuch (Obersekundareife) übernahm Christian Klasmeier praktische Tätigkeiten in Maschinenfabriken und erwarb am 30. Januar 1915 die Hochschulreife als Nichtschüler an der Oberrealschule in Münster. Er studierte am Polytechnikum in Köthen, drei Semester an der Technischen Hochschule Darmstadt und – unterbrochen durch den Kriegsdienst – ebenfalls drei Semester an der Technischen Hochschule Hannover. Am 16. Mai 1920 war er Diplom-Ingenieur. Zunächst als Gewerbereferendar beim Gewerbeaufsichtsamt Hannover eingesetzt, wechselte er im Oktober 1920 zum Gewerbeaufsichtsamt Münster und wurde hier Gewerbeassessor. Nach Tätigkeiten in verschiedenen Gewerbeaufsichtsämtern, zuletzt als Gewerberat in Bochum, wurde er Leiter der statistischen Abteilung beim Oberpräsidenten in Münster. Zum 1. Mai 1933 trat KLasmeier der NSDAP bei (Mitgliedsnummer 2.795.111) und schloss sich auch der SA an. Nach dem Wechsel in den Reichsdienst wurde Klasmeier Leiter der Außenstelle Münster des Reichswirtschaftsministeriums und zum 1. Dezember 1938 Leiter der Wehrwirtschaftlichen Abteilung. Im Januar 1939 zum Oberpräsidium Münster zurückversetzt, übernahm er die Leitung des Bezirkswirtschaftsamtes und war dann als Leitender Regierungsdirektor im Führungsstab Wirtschaft im Landeswirtschaftsamt. Kurz vor Kriegsende wurde er am 1. Mai 1945 von der britischen Militärregierung entlassen; Regierungsvizepräsident Klein suspendierte ihn vom Dienst. Im Entnazifizierungsverfahren in die Kategorie V – Mitläufer – eingestuft, kam er zum 1. Juli 1948 als Tarifangestellter zum Gewerbeaufsichtsamt Münster, wurde in Bielefeld kommissarischer Leiter des Gewerbeaufsichtsamtes und zum 1. Oktober 1949 dessen Leiter. Zum 1. Oktober 1952 ging er auf seinen Antrag in den Ruhestand. 